# 33189 Ritzdorf
33189 Ritzdorf este o planetă minoră (asteroid) din centura de asteroizi. A fost descoperită pe 20 martie 1998 la Experimental Test Site⁠(d) de Lincoln Near-Earth Asteroid Research. 
Obiectul prezintă o orbită caracterizată de o semiaxă mare de 2,8741015 UAi, o excentricitate de 0,17, o înclinație de 2,05032 ° în raport cu ecliptica.